# 中伏木站
中伏木站（日语：／ Nakafushiki teiryūjō */?）是位於富山縣射水市庄西町二丁目，萬葉線的電車站。由本站起往六渡寺方向的路段為專用軌道，往高岡站方向為共用軌道。

## 車站構造

### 候車室

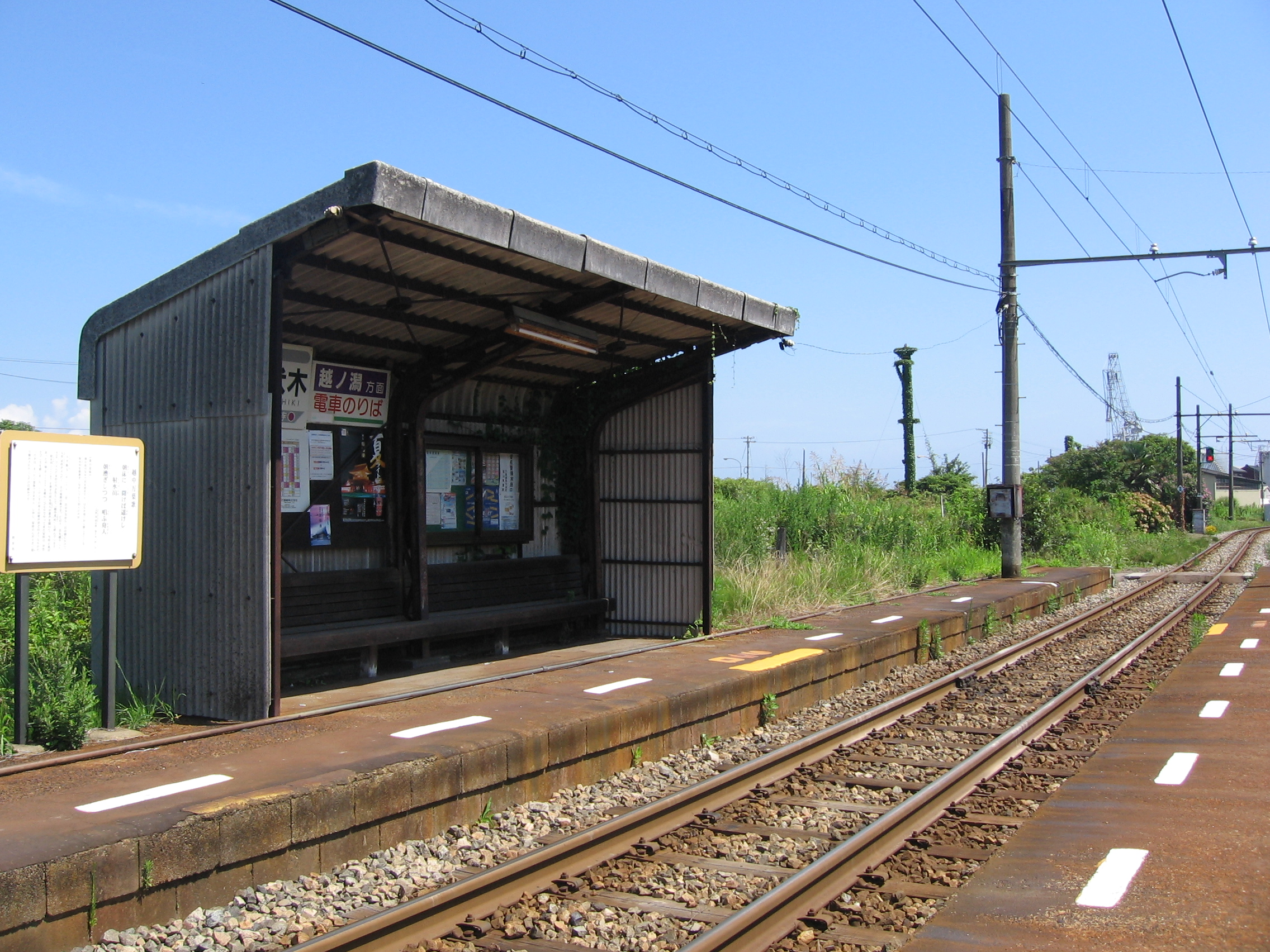
已拆卸的舊候車室（2008年7月）

採用簡易車站模式，最初只是一座開放式、設有上蓋及的候車亭，建於往越潟方向的月台上，以鐵片、鐵架及少量用作頂層用的鋼板所搭成。後來萬葉線公司把候車亭拆去，並以水泥基座及木板，於2010年重新建了一座簡易站房式的候車室，模式與西新湊站的候車室相同。
候車室比舊有的候車亭為大，向月台的一邊設有兩個開放式出入口、其餘三邊均加裝了玻璃窗，使大量光線能透入站房內，室內除設有候車座椅外，其中一角被闢成為共享空間，除了有獨立椅子配小木外，亦有閱讀角，並放置了小量的漫書或書本供人借閱。

### 月台
在單線路軌上，對向兩邊設有上落尋月台。列車到站時，全都採用轉入左側月台，上、下車亦在左側方。

## 歷史
- 1951年4月1日：富山地方鐵道米島口至新湊（現時：六渡寺）之間開通，此站啟用。
- 1959年4月1日：轉讓路線給加越能鐵道。
- 2002年4月1日：轉讓路線給萬葉線[2]。
- 2024年9月28日：可使用ICOCA及全國通用IC卡付款[3]。

## 相鄰電車站
萬葉線
■萬葉線（高岡軌道線）
吉久－中伏木－六渡寺

## 外部連結
- 萬葉線中伏木站上行 （页面存档备份，存于）與下行 （页面存档备份，存于）時間表